# Jeff Pollack
Jeff Pollack, vlastním jménem Jeffrey Ian Pollack (15. listopadu 1959 Los Angeles – 23. prosince 2013 Hermosa Beach) byl americký filmový režisér, scenárista, televizní producent a spisovatel.
Pollack byl známý jako spolutvůrce, scenárista a producent sitcomu z devadesátých let The Fresh Prince of Bel Air. Jako filmový režisér natočil filmy Nad košem (1994), Láska na černo (1997) a Ztracený a nalezený (1999).
Pollack byl výkonným konzultantem pořadu The Tyra Banks Show. Byl častým spolupracovníkem Bennyho Mediny. Vystudoval Univerzitu Jižní Kalifornie.